# Friedrich Brückner-Rüggeberg
Friedrich Brückner-Rüggeberg (* 30. Dezember 1915 in Graz; † 15. Oktober 2003 in Waterford) war ein deutscher Konzert- und Oratoriensänger.

## Leben
Friedrich Brückner-Rüggeberg entstammt einer Künstlerfamilie. Auch sein Bruder Wilhelm Brückner-Rüggeberg und seine Schwester Else Brückner-Rüggeberg ergriffen einen künstlerischen Beruf. Seine Ausbildung erfuhr er in Nürnberg und Berlin. Als Konzert- und Oratoriensänger führte ihn seine Laufbahn unter anderem nach Berlin, Hamburg, Hannover, Frankfurt, Stuttgart, Nürnberg und München sowie ins Ausland, nach Salzburg, Linz, Zürich, Bern, Amsterdam, Kopenhagen und Stockholm. Durch die besondere Eignung seines lyrischen Tenors für das Mikrofon kam er bald an den verschiedenen Rundfunkstationen ins Programm. Seine Sendungen mit Alter Musik - Liedern und Volksliedern - haben ihn bekannt gemacht, sodass er für besondere Aufgaben auch von in- und ausländischen Schallplattenfirmen verpflichtet wurde. Er leitete und gründete das Süddeutsche Kammervokalquartett und die Capella Monacensis, ein Ensemble für Alte Musik, bestehend aus Sängern und Instrumentalisten nach der Art einer mittelalterlichen Hofmusikkapelle. Als Interpret von Heinrich Schütz und Claudio Monteverdi erwarb er sich einen besonderen Ruf.
Ende der 1950er Jahre wurde er Mitglied des Rundfunkchores des Bayerischen Rundfunks. 1965 wechselte er nach Freiburg und wurde dort Hochschuldozent für Gesang an der Musikhochschule. Später erhielt er eine Professur. Nach seiner Pensionierung zog er nach Irland in die Nähe von Wexford.

## Werke (Auswahl)
Aus der Konzerttätigkeit
- 1948: Kirchenkonzerte Gunzenhausen / Rothenburg ob der Tauber: Georg Friedrich Händel Der Messias
- 1950: Internationale Orgelwoche Marburg: Bach Johannespassion
- 1952: Mozartfest Würzburg: „Messe C-Dur“
- 1953: Zürcher Festwoche „Mozart Messe und Litanei“
- 1954: 1. Konzerttournee Schweden
- 1955: 8. Intern. Heinrich-Schütz-Fest Amsterdam
- 1955: Internationale Orgelwoche Nürnberg: „Monteverdi Vesper“, „Machaut Messe“
- 1956: Kirchenmusikwoche Flensburg: „Mozart Requiem“, „Bach h-Moll-Messe“
- 1956: Musica Viva München: „Stravinsky Messe“
- 1957: XI. Intern. Heinrich-Schütz-Fest Bern
- 1957: 2. Konzerttournee Schweden-Dänemark
- 1959: Hannover NDR „Händel-Passion“
- 1959: Berlin: Öffentliches Konzert bei RIAS
- 1960: Nymphenburger Sommerspiele München: „Monteverdi-Festwoche“
- 1960: München: „Festkonzert zum Eucharistischen Kongreß“
- 1961: Salzburger Schloßkonzerte „Schubert-Abend“
- 1961: Musica Viva München: „Codex Montpellier“

Schallplattenaufnahmen
- Nerone in Monteverdi's L’incoronazione di Poppea; Walter Goehr; Chor & Orchester der Tonhalle Zürich; Concert Hall Society
- Glogauer und Lochhamer Liederbuch; DG Archivproduktion
- Heinrich Schütz Musikalische Exequien; Karl Richter; DG Archivproduktion
- Heinrich Schütz Musik der Renaissance und Gotik; Europäischer Phonoklub
- Sixtus in G. F. Händel's Julius Caesar; HDL
- Karl Richter - a universal musician; 2006; Deutsche Grammophon